# Anaxibia
Anaxibia là một chi nhện trong họ Dictynidae.